# Micronycteris matses
Micronycteris matses — вид родини листконосові (Phyllostomidae), ссавець ряду лиликоподібні (Vespertilioniformes, seu Chiroptera).

## Середовище проживання
Країни поширення: Перу. 

## Звички
В основному комахоїдний.

## Загрози та охорона
Голотип не був знайдений в охоронному районі.